# Toni Nett
(Anton) Toni Nett (* 28. Dezember 1912 in Mayen; † 19. April 2003) war ein deutscher Sportwissenschaftler.

## Biographie
Als Kaufmännischer Angestellter schloss sich Toni Nett im Mai 1933 der SS an und wurde hauptberuflicher Mitarbeiter des Reichssicherheitshauptamtes. Am 18. Juli 1937 beantragte er die Aufnahme in die NSDAP und wurde rückwirkend zum 1. Mai desselben Jahres aufgenommen (Mitgliedsnummer 4.382.664). 1939 schloss Toni Nett an der Reichsakademie für Leibesübungen in Berlin sein einjähriges Studium als Turn- und Sportlehrer mit der Zusatzqualifikation als Fachsportlehrer für Leichtathletik ab und wurde von der SS als Mitarbeiter der Geschäftsstelle des NS-Reichsbund für Leibesübungen abgeordnet, jedoch weiter von der SS bezahlt. Nach Krieg und Kriegsgefangenschaft begann er von Stuttgart aus, zum Teil gemeinsam mit seiner Frau Elfriede, seine publizistische Tätigkeit zu Trainingsmethoden im Sport.
Zum 1. September 1954 wurde Nett als freier Mitarbeiter „Lehrmittelwart“ des Deutschen Leichtathletik-Verbandes (DLV); 1955 gründete er als Beilage (innere zwei Doppelseiten, wöchentlich) der Zeitschrift Leichtathletik (Verlag Bartels & Wernitz, Berlin) die eigenständige Die Lehre der Leichtathletik. Ab 1. Juli 1958 erhielt er eine feste Anstellung als Sachbearbeiter für „Lehrwesen und Lehrmittel“. Er forderte die Schaffung von Trainingsschwerpunkten und – nach dem Vorbild der USA (hier arbeitete er eng mit Fred Wilt zusammen) und des „Ostblocks“ – Trainingszentren für Spitzenathleten sowie eine kontinuierliche Fortbildung für die Trainer. In den 1960er Jahren war er Mitbegründer der internationalen Trainervereinigung International Track & Field Coaches Association sowie später des Europäischen Leichtathletik-Lehrerverbandes, dessen Vorsitz er lange innehatte. In dieser Zeit organisierte er zahlreiche Kongresse im In- und Ausland. Auch wenn er wissenschaftliches Training gegenüber natürlichem favorisierte, so war für ihn das Wichtigste der Erfolg. Daher präsentierte er alle Trainingssysteme und stellte auch mit Bildserien Bewegungsstudien von Stilläufen vor, auch wenn dieses Verfahren einer vergangenen Zeit zugehörte.
Toni und Elfriede Nett, Pioniere auf diesem Gebiet, erstellten zudem zahlreiche Lehrfilme sowie Lehrbildreihen, mit denen die Bücher sowie die Zeitschrift Leichtathletik bebildert wurde, entwickelt in der häuslichen Dunkelkammer.

## Publikationen (Auswahl)
- Modernes Training weltbester Mittel- und Langstreckler. Bartels u. Wernitz, München/Berlin/Frankfurt 1977.
- Mit Elfriede Nett: Laufstil der Weltbesten. Bartels u. Wernitz, München/Berlin/Frankfurt 1968.
- Leichtathletik und Schulsport in den USA. Verlag für Sport- und Leibesübungen, Berlin 1953.
- Taktik im Kurz-, Mittel- und Langstreckenlauf. Hofmann, Schorndorf 1950.